# Khánh Bình (phường)
Khánh Bình là một phường thuộc thành phố Tân Uyên, tỉnh Bình Dương, Việt Nam.

## Địa lý
Phường Khánh Bình nằm ở trung tâm thành phố Tân Uyên, có vị trí địa lý:
- Phía đông giáp xã Bạch Đằng
- Phía tây giáp phường Tân Hiệp và phường Tân Vĩnh Hiệp
- Phía nam giáp các phường Tân Phước Khánh, Thái Hòa, Thạnh Phước
- Phía bắc giáp phường Uyên Hưng.

Phường Khánh Bình có diện tích 21,76 km², dân số năm 2021 là 78.586 người, mật độ dân số đạt 3.612 người/km².

## Hành chính
Phường Khánh Bình được chia thành 7 khu phố: Bình Chánh, Bình Chánh Đông, Bình Khánh, Khánh Lộc, Khánh Tân, Khánh Vân, Long Bình.

## Lịch sử
Trước đây, Khánh Bình là một xã thuộc huyện Tân Uyên, tỉnh Bình Dương.
Ngày 17 tháng 11 năm 2004, Chính phủ ban hành Nghị định số 190/2004/NĐ-CP. Theo đó, điều chỉnh 1.994 ha diện tích tự nhiên và 2.119 người của xã Khánh Bình về xã Tân Hiệp mới thành lập.
Sau khi điều chỉnh địa giới hành chính, xã Khánh Bình còn lại 2.177 ha diện tích tự nhiên, dân số là 6.306 người.
Ngày 29 tháng 12 năm 2013, Chính phủ ban hành Nghị quyết số 136/NQ-CP về việc thành lập hai thị xã Bến Cát và Tân Uyên thuộc tỉnh Bình Dương. Theo đó, thành lập phường Khánh Bình thuộc thị xã Tân Uyên trên cơ sở toàn bộ diện tích và dân số của xã Khánh Bình.
Sau khi thành lập, phường Khánh Bình có 2.174,94 ha diện tích tự nhiên, dân số là 26.665 người.